# Bethelkerk (Geldermalsen)
De Bethelkerk is een kerkgebouw van de Gereformeerde Gemeenten dat in het zuiden van de Gelderse plaats Geldermalsen staat. De kerk is geopend op 6 februari 2003. De Bethelkerk staat in de top 50 van grootste kerken in Nederland.
De naam van de kerk verwijst naar de Bijbelse plaats Bethel.
Deze kerk is niet te verwarren met de gelijknamige kerk in Vlaardingen.

## Geschiedenis
Op 21 maart 1835 komt het in de 215 belijdende leden tellende Hervormde Kerk van Tricht tot afscheiding. In totaal scheiden zich zes belijdende leden en vijf doopleden af. Bij hen voegen zich dan nog enkele personen uit de omgeving. Enkele jaren later ontstond een Gereformeerde Gemeente onder het kruis. De instituering van deze gemeente had plaats op 12 september 1845. Na Kampen is Tricht-Geldermalsen binnen het verband van de Gereformeerde Gemeenten de oudste gemeente die vroeger kruisgemeente was. In 1907 ging men geruisloos met de Vereniging mee.
Het kerkgebouwtje stond aan de Kerkstraat te Tricht. De gemeente werd bediend door achtereenvolgens ds. N. Wedemeijer (1850-1853), ds. P. Siemense (1855-1858), ds. W. Eichhorn (1860-1864) en lerend ouderling F. Meijer (1865-1881). Na het vertrek van oefenaar Meijer bleef Tricht 82 jaar zonder eigen voorganger. In 1964 deed ds. Van Gilst zijn intrede. In deze tijd werd het kerkje in Tricht te klein. Het zat er soms zo vol, dat er mensen terug moesten. Men beraamde plannen voor een nieuwe kerk, de vraag deed zich voor waar die gevestigd moest worden. Uit Tricht kwamen veertig gezinnen, uit Geldermalsen inmiddels tachtig en dan waren er nog veertig gezinnen die uit de omgeving kwamen. Toen er grond beschikbaar kwam in een nieuwe wijk in Geldermalsen rees er in Tricht verzet dat evenwel verdween toen kandidaat dominee J. Baaijens overkwam. In 1969 werd de nieuwe kerk aan de Tunnelweg in gebruik genomen. Het gebouw telde bijna 800 zitplaatsen. Later werd het aantal zitplaatsen nog iets uitgebreid. Er waren op dat moment telde de gemeente 840 leden en doopleden. De groei zette door en in 2003 verhuisde men naar de huidige Bethelkerk, nieuwbouw gelegen aan de Laan van Leeuwenstein. Het ledenaantal is nog altijd stijgende. Met eventuele ruimtebehoefte in de toekomst is bij de bouw rekening gehouden. Er is een mogelijkheid  voor uitbreiding naar 1.600 zitplaatsen. De historische binding met Tricht blijkt nog steeds uit de naam van de kerkelijke gemeente: Tricht-Geldermalsen. De kerk is elke zondag twee maal geopend voor diensten. Op kerkelijke hoogtijdagen en af en toe op donderdagavond zijn er extra diensten. 

## Uitbreidingen
In de kerkzaal zijn verschillende malen extra zitplaatsen gerealiseerd. In 2012 is het aantal met 66 plaatsen uitgebreid. In mei 2013 zijn opnieuw banken bijgeplaatst om 72 extra zitplaatsen te creëren. In 2020 zijn extra zitplaatsen gerealiseerd op de galerij. In december 2022 is vervolgens op de galerij een aantal stoelen vervangen door kerkbanken. Het totaal aantal zitplaatsen bedraagt sinds december 2022 1.509.

## Orgel
In de kerk staat een Boogaardorgel, dat op 4 juni 2004 in gebruik werd genomen. De diensten werden voordien begeleid met een klein elektronisch orgel.
Het Boogaardorgel telt 46 registers en is daarmee het een-na-grootste (tot 2013 het grootste) orgel in de Nederlandse bevindelijk gereformeerde kerkgebouwen. Enkel het Oberlingerorgel in de Hersteld Hervormde Bethelkerk te Genemuiden is groter. Dit orgel werd in november 2013 in gebruik gesteld.

## Klokken
De twee luidklokken op het kerkdak zijn afkomstig uit de Sint-Thomas van Aquinokerk te Amsterdam. Deze kerk is in 2004 gesloopt. Dit waren de twee grootste klokken uit die kerk, genaamd 'Thomas' en 'Dominicus', in 1948 vervaardigd door Eijsbouts in Asten. De derde en tevens kleinste klok (genaamd 'Maria') uit de Sint-Thomas van Aquinokerk, in 1928 door Petit en Gebr. Edelbrock te Gescher (Dld) vervaardigd, hangt thans in de klokkenstoel van Ruigahuizen (Fryslân).